# Region graniczny Kohat
Region graniczny Kohat (paszto: کوهاټ سرحدي سيمه) – region graniczny w zachodnim Pakistanie na obszarze Terytoriów Plemiennych Administrowanych Federalnie. W 1998 roku liczył 88 456 mieszkańców.